# Kelvingrove Art Gallery and Museum

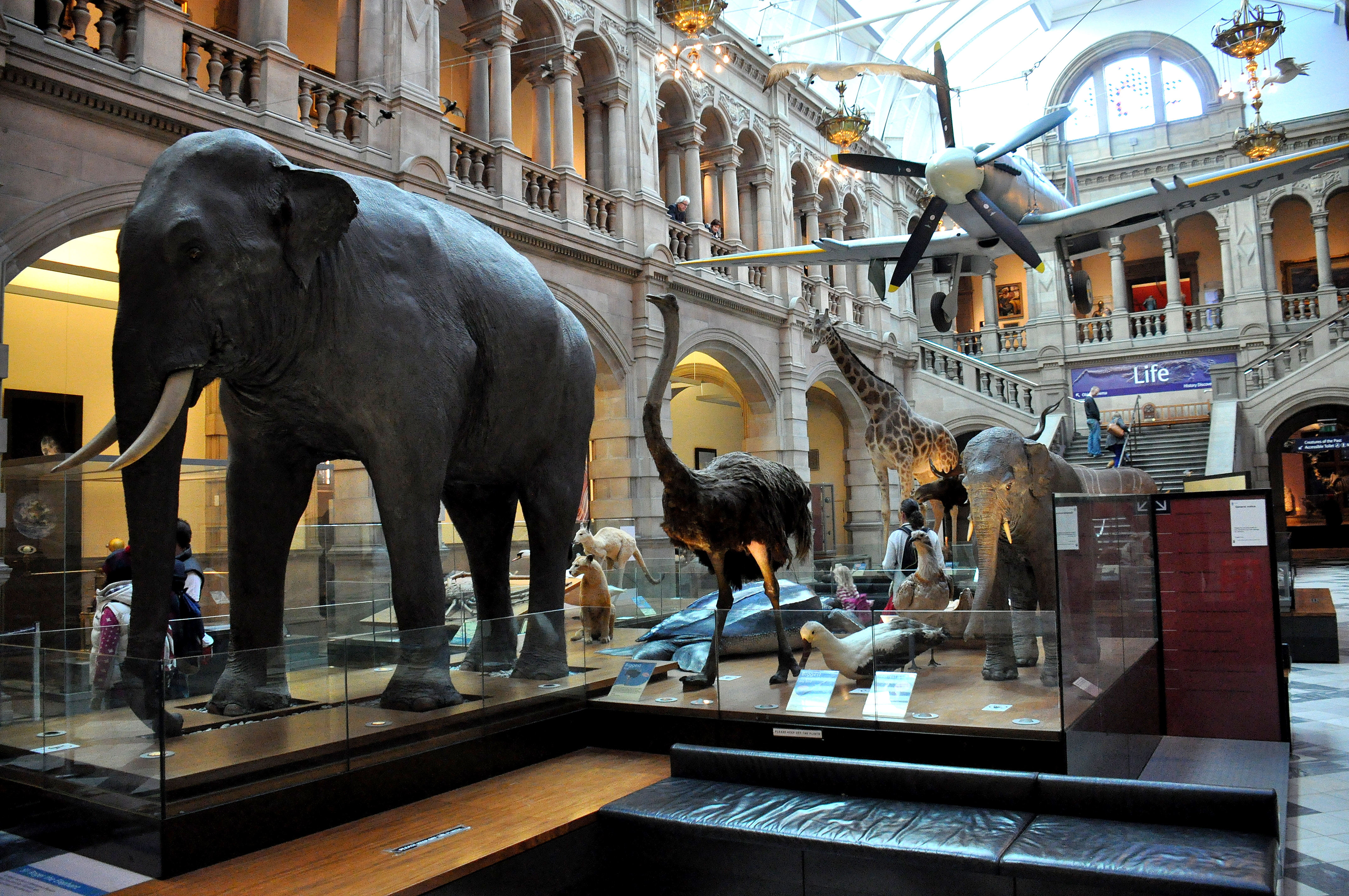
Interieur

Kelvingrove Art Gallery and Museum is een museum en kunstgalerie in Glasgow (Schotland). Het museum heropende in 2006, na een drie jaar durende renovatie. Sindsdien is het een van de meest populaire toeristische attracties van Schotland.
Het museum is gevestigd aan Argyle Street, in het West End-gedeelte van Glasgow, aan de oevers van de Kelvin. Het ligt tegenover de Kelvin Hall, dat in 1920 in een gelijksoortige architectonische stijl werd gebouwd nadat het vorige gebouw vernietigd werd door een grote brand. Het museum ligt ook naast Kelvingrove Park en vlak bij de hoofdcampus van de Universiteit van Glasgow te Gilmorehill.
Toegang tot het museum is gratis. Het museum bevat 22 thematische afdelingen, waarin zo'n 8000 objecten tentoongesteld worden. De objecten in de museumcollectie behoren tot een uiteenlopend spectrum aan onderwerpen. De collectie omvat onder andere schilderijen, opgezette dieren, artefacten uit het oude Egypte en werk van Charles Rennie Mackintosh.

## Geschiedenis
Het museum werd oorspronkelijk gebouwd als onderdeel van de Glasgow International Exhibition van 1901. Het museumgebouw werd ontworpen door de uit Londen afkomstige architecten John William Simpson (1858-1933) en Edmund John Milner Allen (1859-1912). Zij waren de winnaars van een wedstrijd die uitgeschreven was om architecten te vinden voor het ontwerpen van het museumgebouw. De keuze van jurylid Alfred Waterhouse voor twee Engelse architecten leidde tot enige controverse in Schotland. De bouw van het museum werd voor een deel (£40.000 pond) gefinancierd met de opbrengsten van de International Exhibition van 1888, die in Kelvingrove Park gehouden was. De Association for the Encouragement of Arts and Music van Glasgow voegde hier nog een grote som geld aan toe, waardoor het totale bedrag dat beschikbaar was voor de bouw ruim £120.000 pond was. Dit bedrag bleek lang niet voldoende om het gebouw af te bouwen, en dus nam het Town Council van Glasgow de verantwoordelijkheid voor de bouw over van de Association. Uiteindelijk heeft de bouw ruim £250.000 pond gekost.
Het gebouw werd gebouwd tussen 1891 en 1901. Het gebouw bestaat grotendeels uit rode zandsteen afkomstig uit het dorpje Locharbriggs. Het "exotische" ontwerp is ontleend aan Spaanse architectuur. De stijl wordt omschreven als "Hispanic Baroque" (Spaanse Barok). Het eclectische ontwerp wordt gekenmerkt door een groot toegangsportaal, een centrale hal met een hoog tongewelf, een grote verscheidenheid aan torentjes, en een rijk gedetailleerde afwerking. Het ontwerp van het middenstuk van de noordelijke gevel is mogelijk gebaseerd op de Kathedraal van Santiago de Compostella. De architectonische sculpturen van het gebouw zijn onder leiding van George Frampton uitgevoerd, die ook een deel van deze sculpturen zelf heeft gemaakt.
Het museum werd op 2 mei 1901 geopend. De oorspronkelijke museumcollectie was voornamelijk afkomstig uit de McLellan Galleries en het City Industrial Museum, twee musea die in 1870 in het voormalige Kelvingrove Mansion geopend waren.
Er gaat een hardnekkig broodjeaapverhaal rond in Glasgow dat het museum verkeerd is gebouwd, en dat de architect vervolgens uit schaamte zelfmoord pleegde door van een van de torentjes op het dak van het museum af te springen. Dit verhaal klopt echter niet. Het museumgebouw is correct volgens de oorspronkelijke ontwerptekeningen uitgevoerd, en beide architecten hebben nog enige decennia na de afronding van de bouw doorgeleefd. Waarschijnlijk is de mythe ontstaan omdat de hoofdingang uitkomt op Kelvingrove Park, terwijl de meeste bezoekers het museum aan de andere kant vanaf Argyle Street betreden.
Tijdens de Tweede Wereldoorlog werden de meest waardevolle objecten van de museumcollectie opgeslagen op geheime locaties door het hele land heen. Het museumgebouw zelf overleefde grotendeels ongeschonden de oorlog. In 1941 viel er echter wel een bom op de nabijgelegen Kelvin Way. Hierdoor brak er 50 ton glas in de ruiten van het museum. Ook werden een groot aantal van de gipsafgietsels in de Sculpture Court van Kelvingrove hierdoor beschadigd.

### Renovatie
Kelvingrove werd op 11 juli 2006 officieel heropend door Koningin Elizabeth II nadat het museum vanaf juni 2003 drie jaar lang gesloten was geweest voor een grote renovatie. De renovatie was hard nodig: de binnenmuren waren door de decennia heen hevig verkleurd door luchtvervuiling en het oorspronkelijke beige zandsteen daardoor een fletse grijze kleur aangenomen. De binnentemperatuur was moeilijk te regelen en was onderhevig aan te grote schommelingen, en het museum had erg veel last van lekkages. Een overschot aan afscheidingswanden zorgde voor een rommelig interieur met een tekort aan lichtval. De vele afscheidingswanden blokkeerden bijvoorbeeld ramen en zichtlijnen. Tijdens de renovatie werden onder andere de binnenmuren grondig schoongemaakt en de afscheidingswanden verwijderd (de buitenmuren waren al in 1987 eens schoongemaakt). Hierdoor werd het museum veel helderder van binnen. Daarnaast zorgde de renovatie voor 35% meer expositieruimte. De renovatie kostte in totaal £27.9 miljoen Britse pond. Het Heritage Lottery Fund droeg ijna £13 miljoen pond bij. Het Glasgow City Council en het European Regional Development Fund namen een verdere £12 miljoen pond voor hun rekening. De rest van het bedrag werd grotendeels gefinancierd met privédonaties en fondsenwerving door middel van het Kelvingrove Refurbishment Appeal (£2,5 miljoen). Historic Scotland droeg nog eens zo'n £500.000 pond bij aan de renovatie.
Het museum was de meest populaire gratis toeristische attractie in Schotland in het jaar na de heropening: in 2007 had het museum 2,23 miljoen bezoekers. Hierdoor was Kelvingrove tevens het meest bezochte museum in het Verenigd Koninkrijk buiten Londen om. Het museum stootte in dit jaar tevens Edinburgh Castle van de troon als meest bezochte attractie van Schotland.
In 2019 had het museum 1.832.097 miljoen bezoekers.

## Collecties
De museumcollectie van Kelvingrove bevat een grote verscheidenheid aan objecten, van kunstwerken tot gebruiksvoorwerpen, en van opgezette dieren tot archeologische artefacten. De objecten variëren in grootte van een één-millimeter-lang flintertje goud uit de Bronstijd tot een acht-meter-lange prehistorische kano en een authentieke Supermarine Spitfire.
De museumcollectie van Kelvingrove bevat 200.000 objecten. Op ieder moment worden er zo'n 8000 van deze objecten tentoongesteld. De totale waarde van de museumcollectie is ongeveer £600 miljoen pond.

### Centrale hal

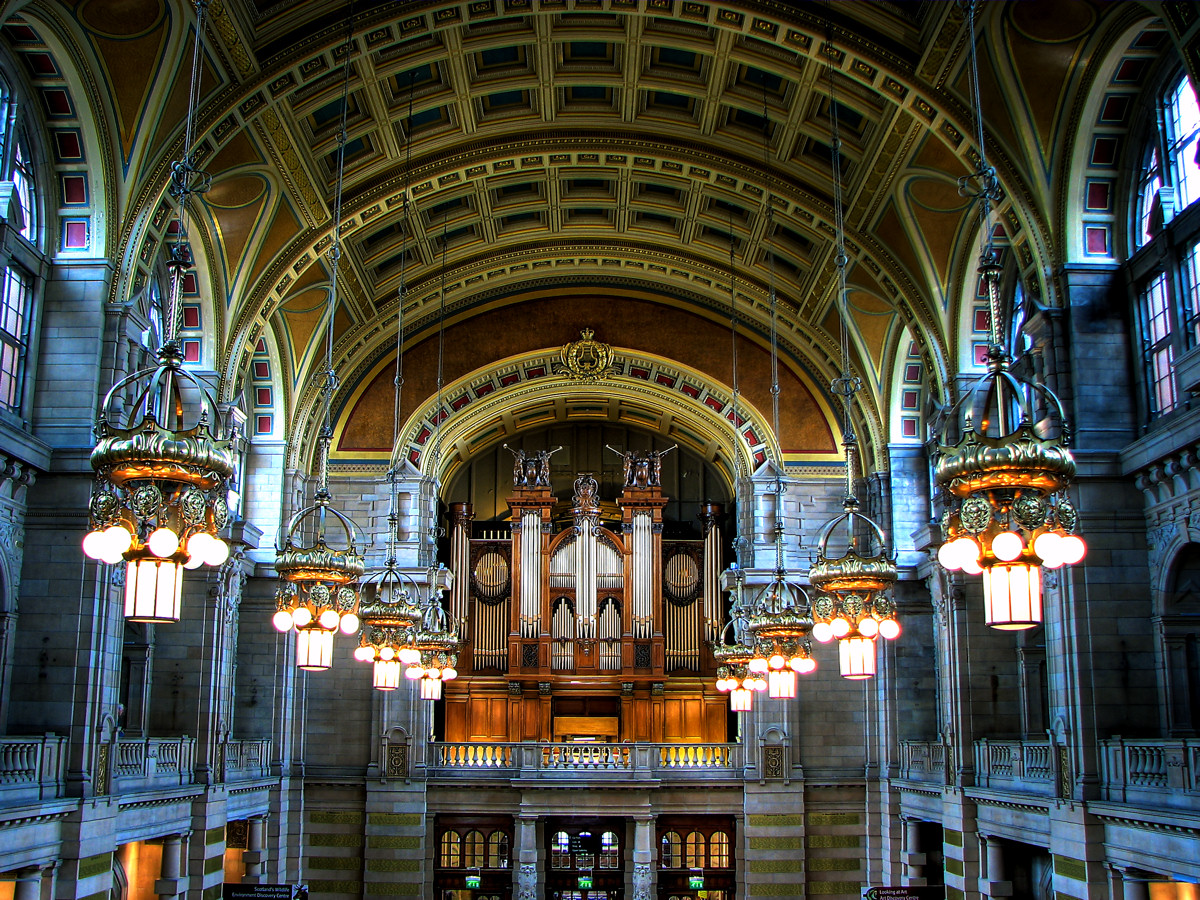
Centrale hal

In de grote centrale hal van het museum staat het Kelvingrove-orgel. Dit orgel werd in 1901 gebouwd door Lewis & Co uit Londen. Er is elke dag een orgelconcert: van maandag tot en met zaterdag om 1 uur 's-middags, en op zondag om 3 uur.
In de centrale hal hangt ook een authentieke Spitfire LA198 die gebruikt werd in de periode vlak na de Tweede Wereldoorlog. Het vliegtuig is een Mark 21 Spitfire met als bouwjaar 1944. Het vliegtuig heeft een Rolls Royce Griffon 61-vliegtuigmotor en een propeller met vijf wieken. De spitfire was onderdeel van het 602 (City of Glasgow) Squadron in de periode 1947–1949.

### Schilderijen
Een van de pronkstukken van de museumcollectie is het schilderij De Christus van de Heilige Johannes van het kruis van Salvador Dalí uit 1951. Het doek is een voorstelling van Jezus Christus hangend aan het kruis, zwevend boven een baai. Het schilderij heeft een ongebruikelijke compositie: Christus wordt van bovenaf gezien. In 1952 werd het doek aangekocht door de City of Glasgow. Het schilderij hing oorspronkelijk vanaf 1952 tot 1993 in Kelvingrove. Tussen 1993 en 2006 hing het schilderij in het St Mungo Museum of Religious Life and Art. In 2006, na de grondige renovatie van het museum, keerde het schilderij terug naar Kelvingrove, waar het tot op heden tentoongesteld wordt. Het schilderij werd tijdelijk uitgeleend aan de Royal Academy of Arts in Londen, en werd later tentoongesteld in het Salvador Dalí Museum in Saint Petersburg (Florida). In 2018 keerde het schilderij terug naar Kelvingrove. Het schilderij hangt in een speciaal daarvoor gebouwde galerij op de eerste verdieping van het museum.